# アントニオ・ポッセヴィーノ

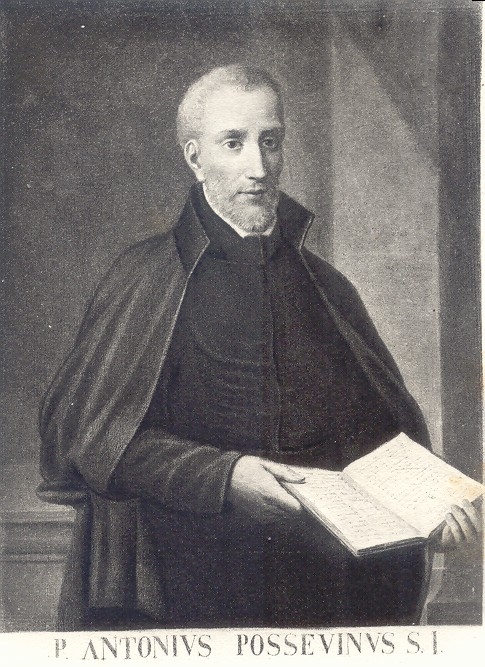
アントニオ・ポッセヴィーノ

アントニオ・ポッセヴィーノ（伊: Antonio Possevino, 羅: Antonius Possevinus, 1534年 - 1611年2月26日）は、イタリアのローマ・カトリック教会の聖職者。モスクワを教皇特使として最初に訪れたイエズス会修道士で、1578年よりスウェーデン、デンマーク、北方諸島、モスクワ国家、リヴォニア、ルーシ、ハンガリー、ポメラニアおよびザクセンの司教代理を務めた。
マントヴァに生まれ、1559年にイエズス会に入会して1572年から1578年まで同会総長の秘書を務めていた。1578年、教皇グレゴリウス13世はリヴォニア戦争の動向に介入すべくポッセヴィーノを派遣し、彼はロシアの首都に赴いて1582年のヤム・ザポルスキの和約締結に尽力した。彼はモスクワ国家に関する貴重な記述を残した。
モスクワに滞在中のポッセヴィーノは興味深い逸話を残した。彼が西方教会との教会分離を維持しているロシア人達に対してローマ・カトリック教会との合同を提案しようとしたとき、彼の思想的穏健さや道理の通った考え方をあまり良く知らないツァーリのイヴァン4世は、怒りの発作を起こしてポッセヴィーノを殺そうとした。ツァーリは後になってポッセヴィーノに自分の属する教会を弁護するための議論を行うことを許したが、それはイヴァン自身が西方の髭をそる習慣（ロシアでは髭を伸ばすことが男らしさの象徴であった）の意味についてという意味のない質問をして教皇特使を困惑させる楽しみのためだったという。正教会の教義の正統性についての議論で負けが込みそうになると、イヴァンは怒りを抑えて喧嘩腰で話を続け、自分の信仰を擁護したという。

## 著作
- Dell sacrificia della Messa (Lyons, 1563)
- Il soldato cristiano (Rome, 1569)
- Moscovia (Vilna, 1586)
- Notæ verbi Dei et Apostolicæ Ecclesiæ (Posen, 1586)
- Bibliotheca selecta (Rome, 1593)
- Apparatus sacer ad scriptores Veteris et Novi Testamenti (Venice, 1603-06)